# Радио Париж
Радио Париж (фр. Radio Paris) — первая частная коммерческая радиостанция во Франции, вещавшая в 1922—1944 годах. Национализирована 17 декабря 1933 года. 17 июля 1940 года передана под контроль оккупационного Департамента пропаганды во Франции, став рупором нацистской пропаганды.
Была основана при участии ведущего французского радиоинженера Эмиля Жирардо под названием «Радиола» (фр. Radiola) для популяризации одноимённых радиоприёмников. В 1924 году была переименована, в 1933 году на волне успеха и популярности была приобретена правительством Франции за 12 миллионов франков. В вещании Радио Париж преобладали аналитические программы и беседы на самые разные темы: так, в 1934 г. была открыта серия философских бесед, первым гостем которой стал Анри Бергсон.
В 1939 году, после начала Второй мировой войны, радиостанция вела активную патриотическую пропаганду, в мае 1940 года премьер-министр оккупированной Бельгии Юбер Пьерло объявил в её эфире о том, что бельгийская армия продолжит борьбу с нацистами. Однако с июля 1940 года радиостанция стала главным эфирным рупором Режима Виши, в её эфирах регулярно принимали участие такие одиозные фигуры, как Жак Дорио и Филипп Анрио, постоянную программу военных новостей вёл Жан Эро-Паки, завершавший каждый выпуск словами «Кроме того, я думаю, что Англия, подобно Карфагену, должна быть уничтожена».
17 августа 1944 года, незадолго до освобождения Парижа, деятельность радиостанции была прекращена.